# プレーボ
プレーボ（英語: Pleebo）はリベリア国メリーランド郡の都市である。リベリア東部に位置し、郡都のハーパーの北約25kmに位置する。